# Ebbe Parsner
Ebbe Vestermann Parsner, född 6 juni 1922 i Köpenhamn, död 24 oktober 2013, var en dansk roddare.
Parsner blev olympisk silvermedaljör i dubbelsculler vid sommarspelen 1948 i London.